# César Pachón
César Augusto Pachón Achury (Carmen de Carupa, 21 de mayo de 1983) es un agricultor, ingeniero agrónomo,  y político colombiano, fue representante a la cámara por el departamento de Boyacá con el aval del Movimiento Alternativo Indígena y Social durante el periodo 2018-2022 y electo senador de la república para el período 2022-2026 en la lista cerrada de la coalición Pacto Histórico. Pachón se dio a conocer por su liderazgo en el Paro Nacional Agrario del año 2013.

## Biografía
Pachón nació en el municipio del Carmen de Carupa en la frontera entre los departamentos de Cundinamarca y Boyacá. Se crio principalmente en la ciudad de Tunja; durante su juventud se dedicó a la agricultura principalmente cultivando papa y cebolla.
Es Ingeniero Agrónomo de la Facultad de Ciencias Agropecuarias de la Universidad Pedagógica y Tecnológica de Colombia.
En el año 2013 fundó junto a otros líderes sociales el Comité Por la Dignidad Papera y la Soberanía Alimentaria, opuestos a los tratados de libre comercio firmados durante los gobiernos de Álvaro Uribe y Juan Manuel Santos.
En el año 2015 fue candidato a la Gobernación de Boyacá donde obtuvo el tercer lugar en votación y donde fue elegido Carlos Amaya.
Está casado con la periodista y animalista santandereana Rosa Juliana Herrera Pinto quien también ha tenido aspiraciones políticas dentro del Partido Alianza Verde.